# Liste von Persönlichkeiten der Stadt Shkodra

Stadtwappen der Bashkia Shkodra

Die folgenden Listen enthalten in Shkodra geborene sowie zeitweise dort lebende und wirkende Persönlichkeiten chronologisch aufgelistet nach dem Geburtsjahr. Nicht berücksichtigt sind die Erzbischöfe von Shkodra-Pult. Diese sind in einer eigenen Liste zusammengefasst.
Die Liste erhebt keinen Anspruch auf Vollständigkeit.

## In Shkodra geborene Persönlichkeiten

### Bis 18. Jahrhundert
- Marinus Barletius (1450–1512/13), Kleriker, Humanist und Historiker
- Marin Beçikemi (1468–1526), Humanist, Rhetoriker und Historiker
- Gjergj Radovani (1734–1790), römisch-katholischer Prälat

### 19. Jahrhundert
- Zef Jubani (1818–1880), Volkskundler und Autor
- Pashko Vasa (1825–1892), Schriftsteller und Politiker
- Daut Boriçi (1825–1896), Imam, Lehrer, Didaktiker, Sprachwissenschaftler und Mitglied der Liga von Prizren
- Georg Berowitsch (1845–1925), osmanischer Beamter
- Gaspër Benusi (1850–1931), Lehrer, Didaktiker und Übersetzer
- Filip Shiroka (1859–1935), Dichter
- Kolë Idromeno (1860–1939), Künstler
- Mati Kodheli (1862–1881), Fotograf
- Ndoc Nikaj (1864–1951), Geistlicher, Schriftsteller und Historiker
- Ndre Mjeda (1866–1937), Kleriker und Dichter
- Cevdet Belbez (1878–1955), osmanischer Politiker
- Luigj Gurakuqi (1879–1925), Schriftsteller und Politiker
- Maliq Bushati (1880–1946), Beamter, Politiker und Ministerpräsident Albaniens
- Fahrettin Altay (1880–1974), osmanischer und türkischer General
- Andrea Kushi (1884–1959), Maler
- Vinçenc Kolë Prennushi (1885–1949), Erzbischof von Durrës, Seliger
- Karl Gurakuqi (1895–1971), Linguist und Folklorist
- Gjovalin Gjadri (1899–1974), Ingenieur

### 20. Jahrhundert
- Mikel Koliqi (1902–1997), Kardinal der römisch-katholischen Kirche
- Ernest Koliqi (1903–1975), Dichter, Prosaist, Literaturwissenschaftler und Übersetzer
- Gegë Marubi (1907–1984), Fotograf
- Migjeni (1911–1938), Dichter
- Muhammad Nasiruddin al-Albani (1914–1999), islamischer Gelehrter
- Tuk Jakova (1914–1959), Politiker
- Prenkë Jakova (1917–1969), Komponist
- Arshi Pipa (1920–1997), Literat
- Bardhok Biba (1920–1949), kommunistischer Aktivist in der Mirdita
- Ramadan Sokoli (1920–2008), Ethnomusikologe, Musiker und Schriftsteller
- Fadil Paçrami (1922–2008), Schriftsteller und Politiker
- Loro Boriçi (1922–1984), Fußballspieler
- Bik Ndoja (1925–2015), Sänger
- Ramiz Alia (1925–2011), Politiker und letzter kommunistischer Staatschef Albaniens
- Tish Daija (1926–2003), Fußballspieler und Komponist
- Simon Jubani (1927–2011), Priester
- Çesk Zadeja (1927–1997), Komponist und Musikwissenschaftler
- Sulejman Maliqati (1928–2022), Fußballtorhüter
- Zef Simoni (1928–2009), Geistlicher
- Alfred Moisiu (* 1929), Politiker und ehemaliger Staatspräsident Albaniens
- Luçie Miloti (1930–2006), Volkssängerin
- Tinka Kurti (* 1932), Schauspielerin
- Kolec Kraja (1933–1994), Fußballspieler und -trainer
- Bep Shiroka (1933–2010), Schauspieler
- Pjetër Arbnori (1935–2006), Schriftsteller und Politiker
- Besnik Bekteshi (* 1941), Politiker
- Shyqri Nimani (* 1941), Grafiker und Herausgeber
- Roza Anagnosti (* 1943), Schauspielerin
- Ismet Hoxha (* 1948), Fußballspieler und -trainer
- Xhezair Zaganjori (* 1957), Politiker
- Ridvan Dibra (* 1959), Dichter, Literaturwissenschaftler und Journalist
- Mukades Çanga (* 1959), Volksmusiksängerin
- Frederik Ndoci (* 1960), Sänger
- Hysen Zmijani (* 1963), Fußballspieler
- Lucjan Avgustini (1963–2016), Prälat und Bischof von Sapa
- Bujar Qamili (* 1963), Volkssänger
- Jozefina Topalli (* 1963), Politikerin
- Stefan Çapaliku (* 1965), Schriftsteller und Literaturwissenschaftler
- Ema Ndoja (* 1968), Schauspielerin
- Adrian Paci (* 1969), Künstler
- Rudi Vata (* 1970), Fußballspieler
- Ledi Bianku (* 1971), Rechtswissenschaftler
- Uliks Kotrri (* 1975), Fußballspieler
- Edi Martini (* 1975), Fußballspieler
- Ditmir Bushati (* 1977), Politiker
- Senida Mesi (* 1977), Politikerin und Wirtschaftswissenschaftlerin
- Ledia Dushi (* 1978), Schriftstellerin und Journalistin
- Elvin Beqiri (* 1980), Fußballspieler
- Elis Guri (* 1983), Ringer
- Hamdi Salihi (* 1984), Fußballspieler
- Eva Pepaj (* 1985), Model
- Luiz Ejlli (* 1985), Sänger
- Angela Martini (* 1986), Model
- Rosela Gjylbegu (* 1987), Sängerin
- Xhevahir Sukaj (* 1987), Fußballspieler
- Elhaida Dani (* 1993), Sängerin
- Izmir Smajlaj (* 1993), Europameister Weitsprung 2017
- Admir Ujkaj (* 1993), Fußballspieler
- Elseid Hysaj (* 1994), Fußballspieler
- Anton Qafarena (* 1997), Volleyballspieler
- Arilena Ara (* 1998), Sängerin
- Aidena Mustafaj (* 1998), Fußballspielerin
- Mehdi Çoba (* 2000), Fußballspieler

### 21. Jahrhundert
- Armela Tukaj (* 2001), Fußballspielerin

## Berühmte Einwohner von Shkodra
- Gjon Buzuku (16. Jahrhundert), Priester und Autor, schrieb 1555 das erste albanischsprachige Buch, Meshari
- Pjetër Bogdani (1630–1689), Autor und Bischof von Shkodra
- Pjetër Marubi (1834–1905), Künstler und erster Fotograf Albaniens
- Kel Marubi (1870–1940), Fotograf
- Gjergj Fishta (1871–1940), Franziskaner, Dichter und Übersetzer